# Arashi Kanjūrō

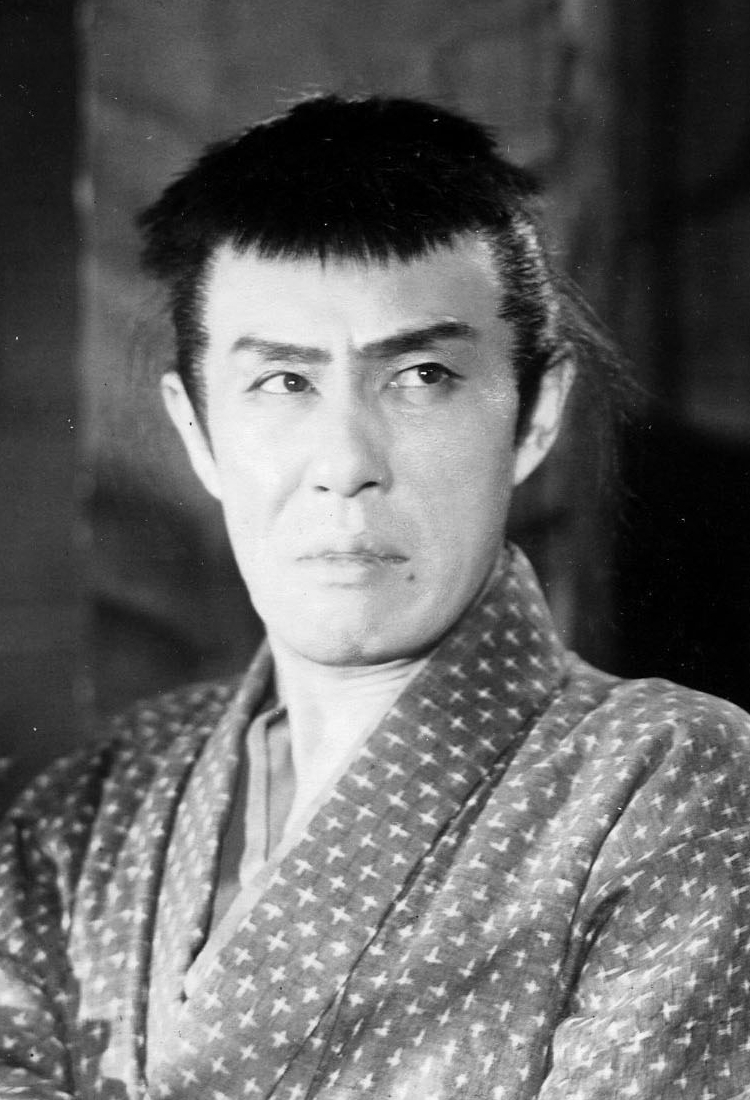
Arashi Kanjūrō in einer Fassung von „Kurama Tengu“

Arashi Kanjūrō (japanisch 嵐 寛壽郎; geboren 8. Dezember 1902 in Kyōto; gestorben 21. Oktober 1980) war ein japanischer Kabuki- und Filmschauspieler,  sowie Regisseur.

## Leben und Wirken
Arashi Kanjūrō war ursprünglich ein Kabuki-Schauspieler. 1927 begann er in Stummfilmen aufzutreten. Mit seinen Rollen als Schwertkämpfer in den beiden historischen Film-Serien „Kuruma Tengu“ (1927 bis 1956) und „Naruto hichō“ (1929 bis 1955) wurde er eine Kassenstar. Am Ende des Weltkriegs war er in etwa 100 Filmen aufgetreten.
Arashi spielte 1957 die führende Rolle des Kaiser Meiji in dem Film „Meiji Tennō to Nichiro Daisen-sō“ (明治天皇と日露大戦争) – „Kaiser Meiji und der Russisch-Japanischer Krieg“. Ab den 1960er Jahren begann er unterstützende Rollen zu übernehmen.